# José Bello
José Bello Lasierra (genannt Pepín Bello; * 13. Mai 1904 in Huesca, Aragonien; † 11. Januar 2008 in Madrid) war ein spanischer Intellektueller.
Bello, Sohn des Ingenieurs Severino Bello Poëysuan, wuchs im Umfeld der elterlichen Freunde Joaquín Costa, Santiago Ramón y Cajal und Francisco Giner de los Ríos auf. Bereits im Alter von elf Jahren konnte er sich in der Madrider Künstlerförderung „Residencia de Estudiantes de Madrid“ einschreiben und lernte dort Salvador Dalí, Luis Buñuel, Federico García Lorca und Rafael Alberti kennen. Er galt als letzter Überlebender der „Generación del 27“.
Bello, der Medizin studiert hatte, war in erster Linie Intellektueller mit großem Einfluss auf seine schöpferisch tätigen Zeitgenossen. Er hat selbst wenig publiziert und einige Bilder gemalt, weshalb er als „Künstler ohne Werke“ angesehen wurde. Bekannt wurde er vor allem als Veranstalter von Kunstevents. Er gehörte während des Franco-Regimes unter anderem zur Unternehmensleitung des Wasserkraftwerks in der Provinz Huesca, betrieb eine Gerberei in Burgos und ein Autokino in Madrid. Keines der Geschäfte war letztlich erfolgreich.